# Jursza z Chodorostawu
Jursza z Chodorostawu, Brzozdowiec i Kuropatnik (Jerzy z Chodorostawu) – polski szlachcic pochodzenia rusińskiego (ukraińskiego) herbu Korczak. Starosta żydaczowski, stryjski, podstoli i stolnik lwowski. Jego ojcem był Dymitr z Chodorostawu i Brzozdowiec, stolnik lwowski. Wraz ze żoną, Anną Tarłówną w 1460 uposażyli kościół w Chodorostawie.